# WaKeeney
WaKeeney är administrativ huvudort i Trego County i Kansas. Orten har fått sitt namn efter affärsmännen Albert Warren och James F. Keeney. Enligt 2020 års folkräkning hade WaKeeney 1 799 invånare.